# Hemirrhagus grieta
Hemirrhagus grieta är en spindelart som först beskrevs av Willis J. Gertsch 1982.  Hemirrhagus grieta ingår i släktet Hemirrhagus och familjen fågelspindlar. Inga underarter finns listade i Catalogue of Life.